# Минотаур
Минотаур је митолошко биће које је полу бик полу човек који је имао људско тело и главу бика. Он је у ствари син краљеве жене Пасифаје и светог белог бика.
Краљ Минос је покушао да превари Посејдона и није жртвовао белог бика кога му је он послао, па је Минотаур био Посејдонова казна Миносу.
Краљ Минос, жалећи због његове ружноће, а и како би га сакрио, на предлог пророчице у Делфима, позвао је Дедала да сагради лавиринт, касније познат као кнососки лавиринт, из којег је немогуће изаћи. Минотаур је лутао лавиринтом и хранио се грчким младићима и девојкама из Атине које је на Крит сваких девет година слао атински краљ Егеј као искупљење, пошто је на Олимпијским играма у Атини убио Миносовог сина Андрогеја. Од тог данка у крви Атину је спасио Егејев син, принц Тезеј који се јавио добровољно да буде послат у лавиринт заједно са другим жртвованим младићима и који је тамо, уз помоћ Миносове ћерке Аријадне убио Минотаура. Тезеју је помогла краљева ћерка Аријадна, која му је рекла да се из лавиринта може изаћи на само један начин: да се клупко конца одмотава од почетка лавиринта те да се онда по њему враћа.
Минотаур је грчки за Миноски Бик. Бик је још знан као Астериус или Астерион, име које је делио са Миносовим очухом.
Минотаур је у класичној уметности представљен са телом човека и главом и репом бика. Новчићи ковани на Криту из петог века приказују лавиринтне шаре које окружују главу богиње са венцем од жита, главу бика, или звезду. 